# AMX-40
AMX-40とは1980年代にフランスで開発された主力戦車である。試作のみであり、採用・量産には至らなかった。本項目では第二次世界大戦後に試作されたものを解説し、大戦前に試作された別の「AMX 40」には触れない。

## 歴史
フランスのGIAT社は、1979年に輸出用にAMX-30主力戦車の改良型であるAMX-32を発表したが、これは受注を獲得することができなかった。このため、GIAT社では次なる輸出用AMXシリーズとして、AMX-30の更なる改良型の開発を行なうこととした。これがAMX-40主力戦車である。
AMX-40の開発は完全に白紙の設計として1980年に開始された。1983年に最初の試作車輌が製作完了し、同年のsatoryの展示会で公開された。さらに2輛の試作車輌が1984年に製造され、4輛目となる最後の車輌は1985年に作られた。これらの設計車輌は、フランス国内での採用計画はなく、AMX-32計画の後継車輌とされていた。最も現実性のある潜在的な顧客としてはスペインが考えられていた。しかし、1990年に至るも採用国は無く、輸出・量産はなされなかった。

## 特徴
本車は、戦車として標準的な構造であり、操縦手が前方に位置し、砲塔が中央部にあり、砲塔内に砲手と車長と装填手が搭乗した。また、エンジンは車体後方に位置した。
本車の主武装は口径120mmの滑腔砲であり、口径20mmのF2機関砲が同軸に搭載された。他に対空射撃用の7.62mm機銃1門を装備する。射撃指揮装置はAMX-30 B2でも使用されたCOTACである。本車の寸法は全長6.8m、全幅3.36m、砲塔天井までの全高2.38m、搭載主砲弾薬は35発までであった。
機関は、1100hpのPoyaud V12Xディーゼルエンジンであり、ZFオートマチックトランスミッションを組み合わせて駆動した。AMX-32と比較し、両側面の転輪数は5個から6個に増加している。
重量は43tに抑えられている。強力なエンジンと軽めの車体重量により、路上最高速度70km/h、未舗装で50km/hの速度という良好な走行性を確実なものとし、また運用上の経費を低めたが、装甲に制限が加えられた。
前面装甲には穴を開けて積層化した鋼を利用し、口径100mmのHEATとAPDS弾薬に対して防御した。これは均質圧延装甲に換算して400mmから450mmに等しいもので、1980年の時点では完全に強力なものとみなされた。しかし、1980年代の後期には、この装甲はミサイルと弾薬の発達によって標準以下のものと化していた。